# Сахиб I Гиреј
Сахиб I Гирај (кт. I Sahib Gеray; Крим (вероватно), 1501. — Крим (вероватно), 1551. (50 година)) био је кримски кан и други син Менгли Гирајa. Године 1521. свом брату Мехмеду дао је Казањ. На престо је дошао 1532. године и владао је до своје смрти, 1551. године.